# Békefi
A Békefi vagy Bekefi régi magyar családnév, amely apanévi eredetű. Változatai Békefi,  Békefy, Békeffi, Békeffy, Bekefi, Bekfi.
Jelentése ’Beke nevű személy fia’, ahol a hangsúly hatására nyúlt meg az első magánhangzó (Békefi). A Beke régi világi személynév keletkezése vitatott. Lehet az ótörök (Beg ~ Bek név + magyar -e kicsinyítő képzős változata) vagy lehet valamelyik Árpád-korban gyakori Be- kezdetű keresztnév (Benedek, Benjámin, Berengár stb.) rövidülése (Be-), amelyhez -ke kicsinyítő képző járult.
1844-ből való az első névmagyarosítás erre a névre. Többnyire a Békefi alakot vették fel. A 19. század második felében főleg a Fried, Friedl, Friedmann, stb. nevűek módosították erre családnevüket. Ezekben az esetekben a béke közszó volt a névválasztás oka. Előfordult még a magyarosítók között még Beck, Bernheimer, Bröckl, Bucsek nevű is.

## Híres Békeffi, Békefi vagy Békefy nevű személyek
Békeffi
- Békeffi István (1901–1977) színműíró, kabarészerző
- Békeffi László (1891–1962) komikus konferanszié, kabarészerző

Békefi
- Békefi Alexandra (1989) magyar bajnok labdarúgó
- Békefi Antal (1859–1907) író
- Békefi Antal (1926–1982) zeneszerző
- Békefi Benő (1909–1964) református püspök, teológia tanár, egyházi író
- Békefi Remig (1858–1924) történetíró, neveléstörténész, egyetemi tanár, cisztercita pap, az MTA tagja

Békefy
- Békefy Károly (1813–1887) piarista rendi kormánysegéd